# Saint-Germain-sur-Meuse
Saint-Germain-sur-Meuse è un comune francese di 220 abitanti situato nel dipartimento della Mosa nella regione del Grand Est.

## Storia

### Simboli
Lo stemma è stato creato dall'araldista Robert André Louis con la consulenza della Commissione araldica dell'Union des Cercles Généalogiques Lorrains (UCGL) e messo a disposizione del comune nel 2011.
Alias:

## Società

### Evoluzione demografica
Abitanti censiti